# Jan Eiberg Jørgensen
Jan Eiberg Jørgensen (* 12. März 1970 in Kopenhagen) ist ein ehemaliger dänischer Handballspieler. Bekannt wurde der Linkshänder in der Handball-Bundesliga als Spieler der SG Flensburg-Handewitt. Seine Spielposition war der rechte Rückraum.
Seine Karriere begann Jørgensen in Dänemark bei Virum-Sorgenfri HK. Danach wechselte der gelernte Zimmermann zur SG Flensburg-Handewitt, für die er in neun Jahren 318 Bundesligaspiele bestritt und dabei 1146 Tore (davon 224 per Siebenmeter) erzielte. 2001 verließ er Flensburg und wechselte zu Ajax København; nach zwei Jahren dort wollte er seine Karriere beenden, ging aber am 25. Oktober 2003 zurück nach Deutschland, zum damaligen Bundesliga-Aufsteiger Stralsunder HV. 2004 wechselte er HSG Wetzlar, wo er für eine Saison blieb und danach seine Karriere beendete.
Für die dänische Nationalmannschaft bestritt Jørgensen 101 Länderspiele, in denen er 314 Treffer erzielte.

## Erfolge
- 1992 Handballer des Jahres in Dänemark[3]